# Jannik Lorenzen
Jannik Lorenzen (født 15. marts 1994 i Ballum Sogn i Sønderjylland) er en ung dansk skuespiller, som spillede en af hovedrollerne i den danske succesfilm Kunsten at græde i kor fra år 2006. Filmen vandt både Robert, Bodil og Zulu Awards for Bedste danske film, samt en masse andre priser. Jannik Lorenzen har bl.a været nomineret til en Bodil-pris for bedste mandlige hovedrolle.
Jannik Lorenzen blev cand.negot. i erhvervsøkonomi og turisme i 2022 fra SDU Kolding og ejer og driver siden 2023 som 7. generation slægtsgården Klægager, Den Gamle Digegreves gård i Østerende Ballum, men bor i Visby.

## Filmografi
Kunsten at Græde i Kor (2006)
9. April (2015)
Hundeliv (2016)